# Vadim Sayutin
Vadim Alexándrovich Sayutin –en ruso, Вадим Александрович Саютин– (Almá-Atá, URSS, 31 de diciembre de 1970) es un deportista ruso que compitió en patinaje de velocidad sobre hielo. Está casado con la patinadora Svetlana Bazhanova.
Ganó una medalla de plata en el Campeonato Mundial de Patinaje de Velocidad sobre Hielo de 1999 y una medalla de bronce en el Campeonato Mundial de Patinaje de Velocidad sobre Hielo en Distancia Individual de 2001. Además, obtuvo una medalla de bronce en el Campeonato Europeo de Patinaje de Velocidad sobre Hielo de 1998.

## Palmarés internacional
| Campeonato Mundial                         | Campeonato Mundial              | Campeonato Mundial | Campeonato Mundial    |
| Año                                        | Lugar                           | Medalla            | Prueba                |
| ------------------------------------------ | ------------------------------- | ------------------ | --------------------- |
| 1999                                       | Hamar (Noruega)                 | Medalla de plata   | Clasificación general |
| Campeonato Mundial en Distancia Individual |                                 |                    |                       |
| Año                                        | Lugar                           | Medalla            | Prueba                |
| 2001                                       | Salt Lake City (Estados Unidos) | Medalla de bronce  | 10 000 m              |
| Campeonato Europeo                         |                                 |                    |                       |
| Año                                        | Lugar                           | Medalla            | Prueba                |
| 1998                                       | Helsinki (Finlandia)            | Medalla de bronce  | Clasificación general |